# Uwe Jens
Uwe Jens (* 2. Oktober 1935 in Hamburg; † 20. März 2013 ebenda) war ein deutscher Politiker (SPD). Er war von 1972 bis 2002 Mitglied des Deutschen Bundestages.

## Biografie
Jens absolvierte nach der Volksschule eine kaufmännische Lehre und war kaufmännischer Angestellter im Groß- und Außenhandel. Er erwarb durch das Abendgymnasium 1960 sein Abitur, studierte danach Volkswirtschaftslehre an der Universität Tübingen und der Universität Hamburg, arbeitete während des Studiums als Hafenarbeiter, war studentische Hilfskraft und promovierte 1970 in Wirtschafts- und Sozialwissenschaften zum Dr. rer. pol.
Jens war Mitarbeiter der Geschäftsführung von Wirtschaftsverbänden, Assistent von Jens Lübbert und Karl Schiller, Referent des Arbeitskreises Wirtschaftspolitik der SPD-Bundestagsfraktion und Personalratsvorsitzender. Er wurde Lehrbeauftragter für Wirtschaftspolitik der Universität-GH-Duisburg, Honorarprofessor für Wirtschaftspolitik und internationale Wirtschaftsbeziehungen an der Ruhr-Universität Bochum und Consultant für internationale Marktentwicklung und Innovationsberatung. Er verfasste Bücher und Artikel zur Wettbewerbstheorie und -politik, Weltwirtschaft, Sozial- und Umweltökonomik.
Jens war leidenschaftlicher Segler und nutzte seinen Ruhestand zu langen Törns als Einhandsegler. Er lebte mit seiner Frau in Voerde.

## Politik
Jens war Mitglied der SPD seit 1966, Mitglied des SPD-Bezirksvorstandes Niederrhein und Mitglied des SPD-Landesausschusses Nordrhein-Westfalen bis 1995. Er war Mitglied des Bundestages von 1972 bis 2002 (Wahlkreis Dinslaken bzw. Wesel I); langjähriger Obmann bzw. Sprecher für Wirtschaftspolitik in der SPD-Fraktion.

## Veröffentlichungen
- mit Hajo Romahn (Hg.): Glanz und Elend der Politikberatung. ISBN 3-89518-516-7
- mit Hajo Romahn (Hg.): Der Einfluss der Wissenschaft auf die Politik. ISBN 3-89518-384-9
- Zukunft der Weltwirtschaft. Theorien, Analysen, Aussichten. ISBN 978-3-89974548-1
- Staatliche Politik zur Sicherung der Automobilindustrie am Standort Deutschland. In: Franz W. Peren (Hrsg.): Krise als Chance. Wohin steuert die deutsche Automobilwirtschaft? Frankfurt am Main: Frankfurter Allgemeine Zeitung, 1994, S. 175–185. ISBN 3-409-19190-9